# انمرکار و فرمانروای ارته
انمرکار و پادشاه ارته، یک افسانهٔ سومری است.
کارهای قهرمانی این قصیده مربوط به پنج هزار سال پیش است، اما آهنگ آن به گوش ما آشناست، چون در منظومه سخن از حادثه‌ای رفته که در آن سیاست زور اعمال کرده‌اند، همانگونه که امروز نیز مرسوم و معمول است.

## موضوع منظومه
در قصیده چنین آمده‌است: قرن‌ها پیش از آن که سرایندهٔ داستان دیده بدین جهان گشاید، یکی از قهرمانان نامدار سومر به نام انمرکار می‌زیست. انمرکار بر ناحیهٔ اوروک، که در جنوب بین‌النهرین میان دجله و فرات واقع بود، فرمان می‌راند. در مشرق، اوروک ناحیهٔ دیگری به نام ارتّه در ایران قرار داشت و فاصلهٔ آن تا اوروک بسیار زیاد بود. دو دولت مذکور را هفت رشته کوه از یکدیگر جدا می‌کرد و به علاوه، ارتّه بر قلهٔ کوه صعب العبور و مرتفعی بنا شده بود. ارتّه شهر خوشبختی بود و در آن معدن و سنگ به وفور یافت می‌شد؛ ضمناً اوروک، قلمرو انمرکار، که در زمین‌های پست و هموار بین‌النهرین بود، به این مواد کمیاب احتیاج مبرم داشت. پس عجب نیست اگر انمرکار چشم طمع به ارتّه و ثروت‌های طبیعی آن بدوزد و در صدد باشد که مردم و فرمانروایان آن را به فرمان خود درآورد. برای نیل به این مقصود، انمرکار علیه فرمانروای ارتّه به جنگ روانی پرداخت و پیروز شد. انمرکار با وارد ساختن فشار بر ارتّه آنچنان روحیهٔ فرمانروایان و مردم را تضعیف کرد که ناچار تن به تسلیم دادند و از استقلال خود چشم پوشیدند.

## نوع منظومه
همهٔ این ماجرا به شیوهٔ کنایه و تفصیل، یعنی اسلوب نگارش حماسه در سراسر جهان، بیان شده‌است. قصیده با دیباچه‌ای در وصف عظمت اوروک و کولَب (منطقه‌ای در حوزهٔ اوروک یا در نزدیکی آن) از قدیم‌ترین زمان‌ها شروع می‌شود و سپس برتری اوروک بر ارتّه، به خاطر هواخواهی ایزدبانو اینانا، بیان می‌کند. حوادث اصلی این چکامه با عبارت «یکی بود و یکی نبود» آغاز می‌شود.

## شرح داستان منظومه
شاعر چنین گوید: چون انمرکار فرزند اوتو(Utu)، خدای خورشید، بر آن شد که ارتّه (Aratta) را به زیر سلطه و فرمان خود درآورد، نزد خواهرش اینانا(Inanna)، ایزدبانوی عشق و جنگ سومری، به لابه و التماس پرداخت و از خواهر خود خواست مردم ارتّه را وادار سازد که سیم و زر و سنگ لاجورد و سنگ‌های قیمتی دیگر برایش بیاورند و معبد و مزار بنا کنند. خصوصاً معبد اَپسو (Apsu شهری در کنار خلیج فارس) را که عبادت گاه دریایی انکی (Enki) ایزد سومری آب است.
اینانا درخواست برادرش را پذیرفت و به او توصیه کرد تا فرستاده‌ای کارآزموده برای گذشتن از کوه‌های باعظمت انشان، که ارتّه را از اوروک (Uruk) جدا می‌کرد، برگزیند؛ و او را مطمئن ساخت که مردم ارتّه بناهایی را که ساخته بود بسازند. انمرکار فرستادهٔ خود را انتخاب کرد و به سوی فرمانروای ارتّه گسیل داشت، و در ضمن نامهٔ تهدیدآمیزی به فرمانروای ارتّه اخطار کرد که اگر وی و مردم ارتّه سیم و زر به اوروک نفرستند و معبد انکی را نیارایند، شهر ارتّه را ویران خواهد کرد. انمرکار برای این که پیامش مؤثر افتد، به فرستادهٔ خود توصیه کرد تا افسون انکی را نزد فرمانروای ارتّه بخواند. در این افسون توضیح داده شده که چگونه انکی «عصر طلایی» انسان را به رهبری انلیل برانداخته است.
قاصد انمرکار پس از عبور از هفت کوه به مقصد خود، ارتّه، رسید و پیام خواجه اش را به فرمانروای ارتّه ابلاغ کرد و از او پاسخ پیام را خواست. فرمانروای ارتّه تسلیم انمرکار نشد و مدعی گردید که اینانا او را به حکومت ارتّه برگزیده است. پیک انمرکار این دعوی را رد کرد و گفت: اینانا، که اکنون ملکهٔ اَنَّه است بر انمرکار نوید داده که ارتّه را به قلمروش ضمیمه کند. فرمانروای ارتّه از شنیدن این سخن دچار حیرت شد و انمرکار را از توسل به اسلحه بر حذر داشت و پیشنهاد کرد که دو تن از جنگاوران دو طرف با یکدیگر مصاف دهند. اما در خاتمهٔ پیام خود افزود: حال که اینانا به دشمنی وی برخاسته، حاضر به تسلیم است، به شرط آن که انمرکار غله ی بسیار به ارتّه ببخشد. پیک انمرکار با شتاب به اوروک بازگشت و پاسخ فرمانروای ارتّه را در تالار اجتماعات بدو ابلاغ کرد. انمرکار، پیش از آن که قدم دیگری بردارد، دست به چند کار زد که ظاهراً جزو آداب و رسوم مذهبی بود. وی نزد نیدابا، ایزدبانوی حکمت سومری، رفت و با وی به شور پرداخت سپس غله‌ها را بر چارپایان بار کرد و با فرستاده‌ای مخصوص به سوی ارتّه روانه ساخت. انمرکار به پیک خود فرمان داد که نزد فرمانروای ارتّه «عصای سلطنتی اوروک» را ستایش کند و از فرمانروای ارتّه بخواهد که سنگ لاجورد و عقیق به اوروک بفرستند. پیک انمرکار چون به مقصد رسید، بارهای غله را خالی کرد و پیام را به ارتّه ابلاغ نمود. مردم ارتّه از رسیدن غله شادمان شدند و به رضا و رغبت برای انمرکار سنگ عقیق هدیه فرستادند (از سنگ لاجورد چیزی گفته نشده‌است) و بزرگ‌ترین «خانهٔ پاکیزه» ی او را ساختند.
فرمانروای ارتّه از مشاهدهٔ این اوضاع سخت برآشفت و در ستایش عصای سلطنتی خود سخن‌ها راند و مطالبی گفت که چندان تفاوتی با گفته‌های انمرکار نداشت و در ضمن تأکید کرد که لازم است پادشاه اوروک برای وی سنگ لاجورد و عقیق بفرستد!
همین که فرستادهٔ انمرکار از ارتّه بازگشت، انمرکار چندین فال گرفت؛ فال مخصوصی که قطعه‌ای از نی نوشیم را از روشنایی به سایه و از سایه به روشنایی می‌برند و سرانجام آن را پس از گذشت پنج سال و ده سال قطعه قطعه می‌کردند. انمرکار فرستادهٔ خویش را یک بار دیگر به ارتّه گسیل داشت، منتها این بار عصای سلطنتی خود را نیز بدو سپرد و او را «تنها» روانه داشت. فرمانروای ارتّه از دیدن عصای سلطنتی انمرکار سراسیمه و هراسان شد و روی به شَتَمّو (کاهن عصر باستان) کرد و از مصیبت‌هایی که بر اثر بی‌مهری اینانا نصیب ارتّه شده بود، به تلخی سخن گفت. ولی از کلام او آثار تسلیم به انمرکار هویدا بود، با این حال باز هم انمرکار را به مبارزهٔ تن به تن دعوت کرد و از او خواست که به نمایندگی خود یکی از جنگجویان اوروک را برای جدال برگزیند تا معلوم گردد کدام طرف نیرومندتر است. در این دعوت به مبارزه، عبارت لغزمانندی به کار رفته، چون از انمرکار خواسته‌است که برگزیده اش نه سیاه باشد و نه سفید، نه گندمگون باشد و نه زرد! – البته این گفته در مورد انسان پوچ و بی‌معنی است. قاصد با دعوت به مبارزه به اوروک بازگشت، ولی انمرکار به او حکم کرد که هرچه زودتر به ارتّه بازگردد و پیامی را که متضمن سه نکته بود به حاکم ارتّه ابلاغ نماید:
1. انمرکار به مبارزه جویی او پاسخ مثبت می‌دهد و در مقام آن است که یکی از ملازمان خود را به نبرد نمایندهٔ ارتّه روانه سازد تا لافزن از شجاع باز شناخته شود.
2. انمرکار می خواد که فرمانروای ارتّه سیم و زر و سنگ‌های قیمتی برای اینانا انبوه کند.
3. یک بار دیگر تهدید می‌کند که اگر سنگ‌های کوهستان را برای بنا و تزیین مزارش در اریدو نیاورند، شهر ارتّه را با خاک یکسان سازد.

بخش اول نامهٔ انمرکار، عبارت لغزمانند فرمانروای ارتّه را دربارهٔ رنگ جنگاوری که باید انتخاب شود، روشن می‌سازد. چون انمرکار به جای کلمهٔ جنگاور، لغت «جامه» را به کار می‌برد و این خود دلیل آن است که منظور رنگ جامهٔ جنگجوست، نه خود او. در جملهٔ بعدی سرایندهٔ قصیده پرده از روی موضوع پراهمیتی برمی‌دارد که، اگر درترجمهٔ آن راه خطا نرفته باشیم، بدان معنی است که انمرکار فرمانروای کولب نخستین کسی بود که نوشتن بر الواح گلی را مرسوم ساخت، چون فرستادهٔ او در سخن چالاک نبود و نمی‌توانست پیام را به درستی بگذارد، شاید بدین جهت که پیام طولانی و مفصل بود.
فرستادهٔ مذکور لوح انمرکار را به فرمانروای ارتّه رساند و در انتظار جواب ماند، لیکن به نظر می‌رسد که از نقطهٔ نامعین و غیرمترقبه‌ای کسی به مدد و یاری فرمانروای ارتّه برمی‌خیزد و ایشکور، ایزد سومری باران و توفان، گندم و باقلای بیابای برای وی می‌آورد، و آن‌ها را بر روی هم انبار می‌کند. به نظر می‌رسد که ارتّه شهری بیابانی بوده یا دچار خشکسالی بوده‌است. با مشاهدهٔ آن‌ها فرمنروای ارتّه قویدل می‌شود و از روی اطمینان روی به فرستاده می‌کند و می‌گوید: «اینانا هرگز ارتّه را رها نکرده و از خانه و کاشانهٔ خویش دست نکشیده‌است.»
متن داستان از این پس به علت شکستگی لوح‌ها ناقص و مبهم است به نحوی که دنبال کردن حوادث داستان دشوار است. ولی جسته گریخته می‌توان فهمید که سرانجام مردم ارتّه سیم و زر و سنگ لاجورد به اوروک حمل می‌کنند و در معبد انّه برای اینانا گرد می‌آورند.

## دربارهٔ الواح منظومه
بدین سان درازترین حماسه‌ای که از سومر به دست آمده، پایان می‌پذیرد. این قطعه در نوع خود نخستین حماسهٔ جهان ادب است. متن آن را از روی بیست لوح و پاره لوح گرد آورده‌اند که مهم‌ترین آن‌ها لوح دوازده ستونی موزهٔ شرق باستانی استانبول است. متن سومری منظومه و ترجمهٔ انگلیسی آن در سال ۱۹۵۲ از طرف موزهٔ دانشگاه پنسیلوانیا انتشار یافت.